# Magia naturalis

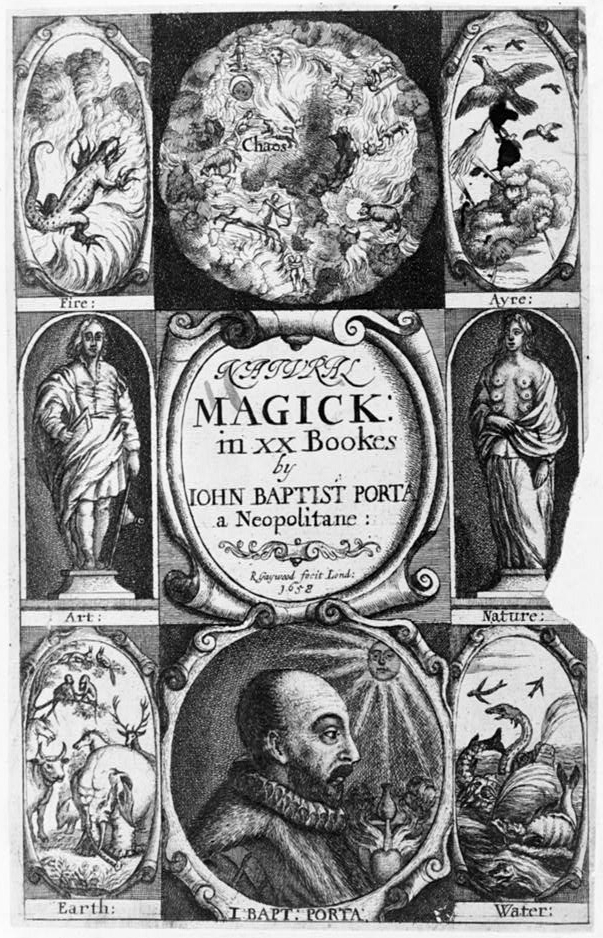
Portas Magia naturalis (englische Übersetzung von 1658, Frontispiz)

Magia naturalis (lateinisch „natürliche Magie“) ist ein historischer Begriff für bestimmte Formen der Magie. Er unterschied von Anfang an in Hinblick auf zwei verschiedene Aspekte, nämlich zum einen auf die theologische Bewertung und den kirchenrechtlichen Aspekt, zum anderen in Hinblick auf den Gegenstand.
In Hinblick auf die theologische Bewertung entsprach er der Unterscheidung zwischen erlaubten Formen der Magie (magia licita bzw. magia naturalis) und deren verbotenen Formen (magia illicita oder magia infamis). Zu letzteren gehörte insbesondere die magia daemoniaca, die „dämonische Magie“, bei der sich der Magier der Hilfe von Dämonen beziehungsweise bei der magia diabolica direkt der Hilfe des Teufels bedient. Grob entspricht diese Unterscheidung der heute geläufigen von Weißer und Schwarzer Magie.
In Hinblick auf den Gegenstand unterscheidet sich die magia naturalis von der philosophia naturalis, der seit der Antike bis ins 18. Jahrhundert geläufigen Bezeichnung für die Naturwissenschaften bzw. die Naturphilosophie, indem die Naturphilosophie sich mit den sinnlich wahrnehmbaren und beobachtbaren Aspekten der Natur befasste, während die magia naturalis die verborgenen Eigenschaften und Wirkungen in der Natur behandelt und so dem von Agrippa von Nettesheim geprägten Begriff der occulta philosophia entspricht, also der Philosophie, die sich mit den okkulten, den verborgenen Dingen befasst. Indem mit Beginn der Renaissance der kirchliche Einfluss auf Wissenschaft und Philosophie sich zu verringern begann, trat diese Bedeutung von magia naturalis zunehmend in den Vordergrund.

## Mittelalter: Wilhelm von Auvergne
Schon im 13. Jahrhundert unterschied Wilhelm von Auvergne erstmals eine göttliche Magia naturalis, die sich zum Beispiel in den okkulten (der unmittelbaren Wahrnehmung verborgenen) Eigenschaften bestimmter Edelsteine äußerte, von einer destruktiven teuflischen Magie.
Solche Wirkungen, Wilhelm spricht von vis occulta oder potentia occulta, einer verborgenen Macht oder Kraft, die von Steinen wie dem Saphir ausgeht, zu erkunden und sich zunutze zu machen, zum Beispiel zu medizinischen Zwecken, war nicht verboten, im Gegenteil.

## Renaissance: Ficino und Pico
In der Renaissance beginnt die Magia naturalis im Rahmen der Rezeption hermetischer und neuplatonischer Schriften durch Marsilio Ficino und seines jungen Freundes Pico della Mirandola eine bedeutende Rolle zu spielen, allerdings nur in der Welt der Gelehrten.
Bei Ficino findet die Magia naturalis die spezielle Ausprägung der Magia spiritualis. Ficinos Interpretation der Lehren Plotins und hermetischer Makrokosmos-Mikrokosmos-Spekulation gemäß wirkt der Weltgeist (spiritus mundi) durch die Planetenkräfte vermittelt und gefiltert auf die materielle Welt. Durch die Beeinflussung der Planetenkräfte – etwa durch Talismane oder das Suchen bzw. Vermeiden von Dingen, die bestimmten Planeten entsprechen bzw. zuwider sind – können dann magische bzw. therapeutische Wirkungen erzielt werden. Ficinos De vita, in dem er diese Theorien auseinandersetzte, war in der Folge sehr einflussreich und erlebte bis Mitte des 17. Jahrhunderts 30 Auflagen und zahlreiche Übersetzungen.
Wie Ficino bemühte sich auch Pico della Mirandola um eine Magia naturalis, suchte dabei die Quelle magisch-theologischer Erkenntnis statt in der neuplatonisch-hermetischen Astralmagie vor allem in der jüdischen Kabbala. Als Mittel sollten dabei sowohl Buchstabenkombinationen (Gematria) als auch die Erkundung der supralunaren Welt durch Seelenreisen dienen und dadurch vermittelt ein unmittelbarer Kontakt mit Christus und letztlich mit Gott, in Analogie zur jüdischen Merkaba-Mystik. Dementsprechend hoch schätzte er die Bedeutung der Magie ein. Seine Hoffnung, mit seinen Sichtweisen keinen Anstoß zu erregen, erfüllte sich nicht. Einige seiner 900 Thesen (Conclusiones philosophicae, cabalisticae et theologicae nongentae, 1486), die er in Rom zur allgemeinen Diskussion stellen wollte, wurden vom Papst als häretisch verurteilt und Pico musste letztendlich fliehen.
Manchen der Nachfolger Ficinos und Picos gelang es dann auch nicht, sich von dem Verdacht, die von ihnen propagierte Magia naturalis sei letztlich doch nichts anderes als verbotene Dämonenbeschwörung, hinreichend zu distanzieren, darunter Giordano Bruno, der 1600 in Rom auf dem Scheiterhaufen verbrannt wurde, und Tommaso Campanella, der von der Inquisition mehrfach gefoltert zeitweise in Wahnsinn verfiel.

## Frühe Neuzeit
Im 16. Jahrhundert verbreitete sich das Studium der Magia naturalis und der von Ficino und Pico vermittelten Lehren in der akademischen Welt, unter anderem durch die Schriften des Johannes Thrithemius und vor allem durch dessen Schüler Agrippa von Nettesheim, der in De occulta philosophia erstmals die überlieferten magischen Theorien ordnete und systematisierte, wobei er natürliche Magie, Astralmagie (magia coelestis) und Zeremonialmagie (magia caeremonialis) unterschied.
Weitere Gelehrte, die sich mit einer philosophisch-wissenschaftlich orientierten Magie befassten, waren in England John Dee, im Bereich der Medizin Paracelsus und seine Schüler, darunter Petrus Severinus und Johan Baptista van Helmont, während der italienische Universalgelehrte Gerolamo Cardano sich mit okkulten Wirkungen und insbesondere mit Astrologie befasste.

### Secreta und Mira
Die Magia naturalis Ficinos und Picos war Gegenstand des Diskurses in einer Welt humanistisch hochgebildeter Gelehrter und Theologen. Populär jedoch wurde der Begriff der Magia naturalis als Titel eines 1558 und danach in zahlreichen Auflagen und Übersetzungen erschienenen Werkes von Giambattista della Porta, Magiae naturalis sive de miraculis rerum naturalium in 20 Büchern, in dem er einen Querschnitt durch das naturkundliche und technische Wissen der Zeit gab. Es gehört zu der seinerzeit sehr beliebten Gattung der secreta, populärer Sammelsurien, in denen neben allen möglichen „Wundern“ der Natur und Technik auch durchaus praktische Dinge wie Tierzucht, Pflanzenveredelung und Kosmetik behandelt wurden, darunter eines der wenigen überlieferten Rezepte für eine Hexensalbe. Sofern man die technischen Wunder von den natürlichen Wundern unterschied, sprach man auch von magia artificialis oder magia artificiosa, der „kunstfertigen Magie“ der „magischen“ Gerätschaften wie etwa der von della Porta beschriebenen Camera obscura.
Eine weitere Sammlung dieser Art ist Wolfgang Hildebrandts Magia Naturalis, 1614 in vier Bänden erschienen.
Schon bei William von Auvergne war magia naturalis und scientia naturalis fast synonym gebraucht worden und einige Schriften des Mittelalters, darunter Speculum astronomiae (um 1260), Secreta Alberti, fälschlich Albertus Magnus zugeschrieben, und das pseudo-aristotelische Secretum secretorum enthielten Sammlungen von mehr oder minder wissenschaftlichen Geheimnissen und Wundern (Secreta und Mira). Die Sammlungen von Porta und seinen Nachfolgern in der frühen Neuzeit entsprachen dann einer weitgehenden Identifizierung von Magia naturalis und Philosophia naturalis, der Naturphilosophie als Frühform moderner Naturwissenschaft.

### Occulta philosophia
Näher am heutigen Verständnis von Magie und dem, wovon Agrippa von Nettesheim in seinem Buch De occulta philosophia handelt, liegt das, was Heinrich Solter in seine Dissertation über die Magia naturalis schrieb. Ihm zufolge gehören zu dieser nämlich die folgenden sechs Bereiche (species):
- Sterndeutung (astrologia)
- Verwandlung von Körpern (transformatio corporum) nach dem Beispiel der Verklärung Christi
- Erschaffung und Anwendung von Wörtern, die Macht besitzen (verba facere)
- Bilder und Skulpturen (imagines et sculpturae), in die die Kräfte des Himmels geprägt seien durch Charaktere und Figuren
- Bilder aus Wachs und ähnlichen Materialien, die gegen blind, krank oder unfruchtbar machenden Schadenzauber wirken
- die ars cabalistica, worunter die Anwendung von Buchstaben, Zeichen, Wörtern, Figuren und Sigillen zu verstehen ist

Von hier aus führte die Entwicklung zur Esoterik des 19. und 20. Jahrhunderts, die so die Traditionslinien antiker Hermetik, neuplatonischer Renaissance-Magie und christlicher Kabbala in sich aufnahm.